# Cleantis gayi
Cleantis gayi is een pissebed uit de familie Holognathidae. De wetenschappelijke naam van de soort is voor het eerst geldig gepubliceerd in 1881 door Edward John Miers.